# 鐘ノ音ダイナティック
『鐘ノ音ダイナティック』（かねのねダイナティック）は、山奥の全寮制「鐘ノ音学園」の新入生が主役のドタバタコメディを描いたアダルトゲーム。『グリーングリーン』のコンシューマー版である『鐘ノ音ダイナミック』と『鐘ノ音ロマンティック』の逆移植作で各ヒロインの追加シナリオが用意されている。

## 登場人物
高崎 祐介（たかさき ゆうすけ）
主人公。2年生。
山咲 枝理（やまざき えり）
2年生。趣味が家事という所帯じみたところがある。過去に自殺歴がある。
月森 こずえ（つきもり こずえ）
「古代帝国の王女の生まれ変わり」を自負する自由奔放な1年生。祐介をお気に入りの下僕扱いする。
楠木 かおり（くすのき かおり）
2年生。冷静を装い男子を集め無理難題をふっかけるが、実はそれは自ら婚約者（忍者の後継者）を決めるため。
伊吹 美菜（いぶき みな）
鐘ノ音学園の英語教師。実際は教員免許を所持していない。ギャンブルが趣味で無責任でいい加減な楽観主義者。産休を取った英語教師の代理として赴任する。千種は友人。
以下の登場人物は『グリーングリーン』の項を参照のこと。
- 千歳 みどり（ちとせ みどり）
- 朽木 双葉（くつき ふたば）
- 朽木 若葉（くつき わかば）
- 美南 早苗（みなみ さなえ）
- 飯野 千種（いいのちぐさ）
- バッチグー
- 一番星（いちばんぼし）
- 天神 泰三（てんじん たいぞう）

## 主題歌
オープニング「グラスホッパー」
歌：UR@N 作詞：桑島由一 作曲：milktub 編曲：ms-jacky
エンディング「Ringdong!」
歌：YURIA&milktub&鐘ノ音ファイナル合唱団 作詞/作曲：milktub 編曲：ms-jacky

## スタッフ
- プロデューサー：今山貴之
- 原画・キャラクターデザイン：片倉真二 / くろたま商会
- サウンドプロデューサー：bamboo（milktub）
- シナリオ：Team N.G.X
- ムービー：WhiteStudioNekoashi

## 声優
- 大本眞基子
- 前田このみ